# Rittergut Cattenstedt

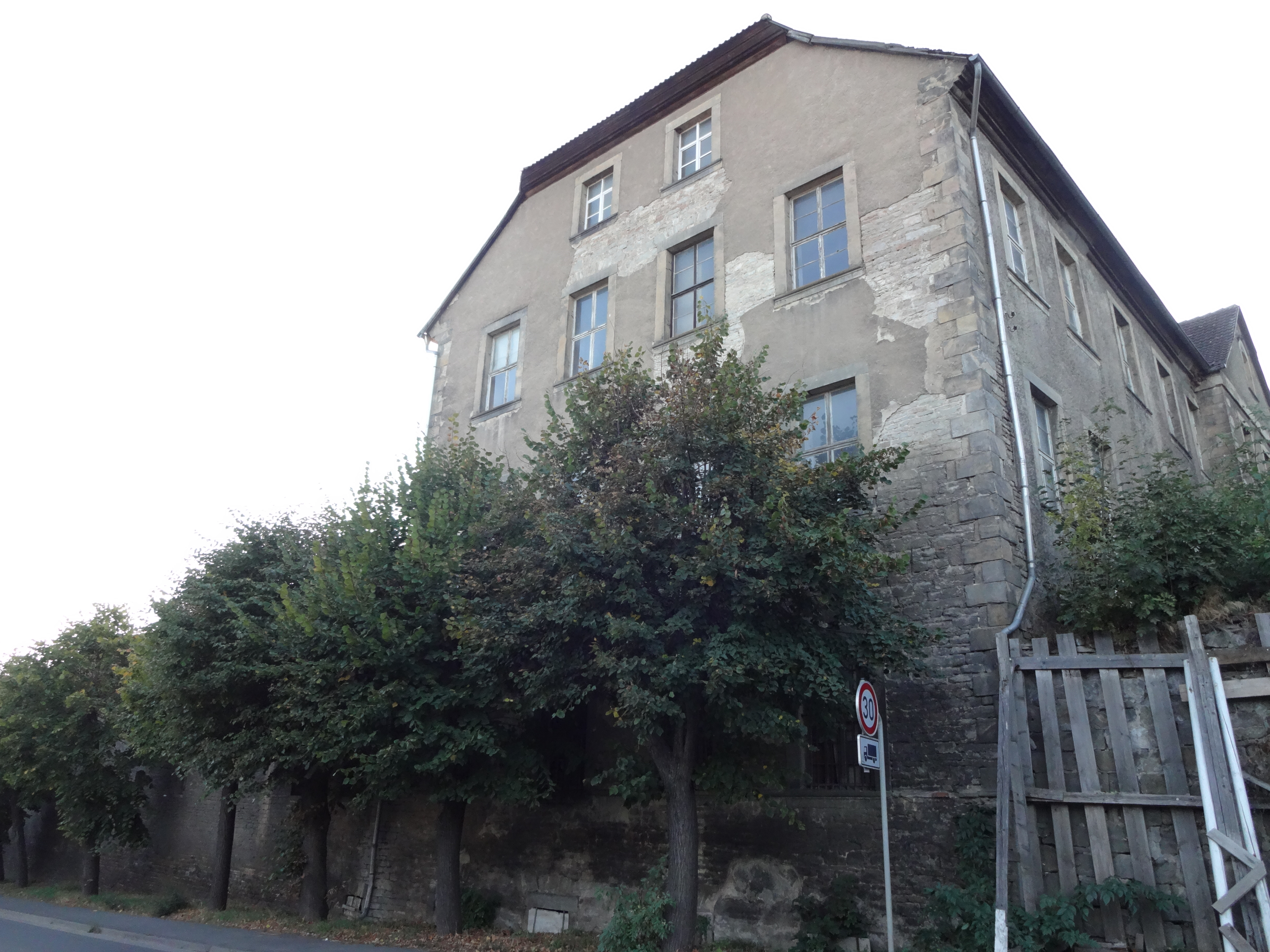
Seitenansicht

Das Rittergut Cattenstedt ist ein schlossartiges, unter Denkmalschutz stehendes Gutshaus in Cattenstedt, einem Ortsteil der Stadt Blankenburg (Harz) im Landkreis Harz in Sachsen-Anhalt.

## Gebäude
Das Haus ist ein verputzter zweigeschossiger Bau (Hoffront, wegen des abschüssigen Geländes dreigeschossig) mit Ecken aus Quadern und Walmdach. Die Längsseiten des großzügigen Baus umfassen dreizehn Achsen, davon die mittleren drei vorspringend ähnlich Schloss Sambleben, welches Hermann Korb 1701 erbaute. Gartenseitig befindet sich der Haupteingang mit einem Doppelwappen im Giebel der Tür links von Kropff, rechts von Könitz. Die ehemalige Inschrift über der Tür Deo duce comite fortuna necessitate urgente. Aō MDCCXVII. (Unter Gottes Führung vom dringend notwendigen Glück begleitet. Anno 1717) ist heute nicht mehr erkennbar. Hinter der Haupttür befindet sich der Flur mit in drei flachbogigen Arkaden aufgelöster Rückwand vor der Treppe. Das Treppengeländer hat rechteckige Docken. Im Obergeschoss befindet sich kein Hauptsaal. Die Decken haben hier offene Balken. Im Erdgeschoss sind einige Decken mit Stuckrahmen versehen. Der Keller des Hauses ist gewölbt in Tonnen- und Kreuzform. Das Herrenhaus bildet zusammen mit Wirtschaftsgebäuden und Stallungen eine Einheit.

## Geschichte

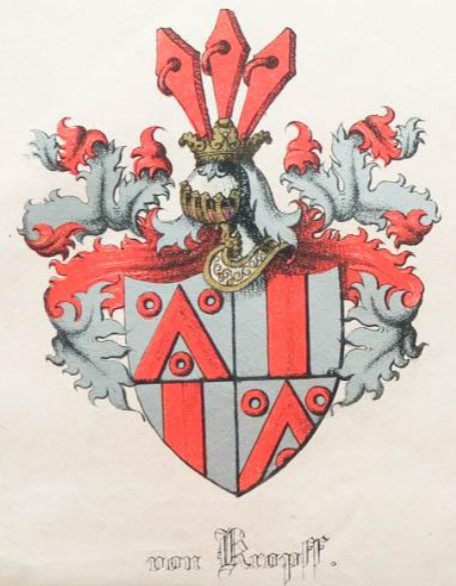
Wappen derer von Kropff

Im Jahre 1622 kaufte der Oberhauptmann Dietrich Siegmund von Kropff (1580–1657) der Herzogin Elisabeth von Braunschweig-Wolfenbüttel für 8.000 Taler das (alte) Rittergut in Cattenstedt ab. Nach seinem Tod erbte sein Sohn Heinrich Friedrich das Gut. Da er auch bereits 1670 verstarb, ging der Besitz in die Hände seines Bruders Dietrich von Kropff über. Er war Hofmeister des Reichsstift Gandersheim und Gutsbesitzer in Astfeld.
Sein Nachfolger war Christoph Sig(is)mund von Kropff (1671–1730), der braunschweigischer Oberforstmeister und Kammerjunker wurde. Er heiratete 1700 Clara Magdalene von Könitz. Das alte Gutshaus riss Christoph Sigismund ab und beauftragte den Landesbaumeister des Herzogtums Braunschweig-Wolfenbüttel Hermann Korb mit einem Neubau, der 1717 errichtet wurde. Vermutlich wurde zunächst die westliche Hälfte des Hauses gebaut. Der Sohn von Christoph Sigismund war der braunschweigische Oberhauptmann Heinrich Siegmund von Kropff. Dieser errichtete 1740 den östlichen Flügel des Gebäudes.
Heinrich Siegmund vererbte 1782 das Rittergut an Karl Heinrich Wilhelm von Kropff. Dieser führte den Hof bis zum Jahr 1810. Als 1806 französische Truppen Cattenstedt besetzten, wurde das Rittergut geplündert. Danach musste Karl Heinrich Wilhelm 13.000 Taler aufnehmen, um den Gutsbetrieb wieder in Gang zu bringen. Als Karl Heinrich Wilhelm 1810 starb, ging das Gut in den Besitz seines jüngeren Bruders, Carl Philipp von Kropff, über. Dieser war ein hoch anerkannter Forstexperte. Da er ab 1778 in Potsdam wohnte, führten seine beiden Schwestern Antoinette und Henriette das Gut.
Nach dem Tod von Antoinette erbte das Gut Karl Ludwig Eduard Ferdinand von Kropff, welcher im königlich preußischen Garderegiment in Potsdam diente und das Gut an den Amtmann Philipp Anton Leopold Abel verpachtete. 1866 kaufte das Gut Julius August Karl Friedrich Wrede, der 1874 die Cattenstedter Besitztümer an Karl Rudolf Hecker veräußerte. 1902 wurde das Cattenstedter Gut an Amtmann Friedrich-Wilhelm Barnstorf verkauft. Nach dessen Tod übernahm sein Sohn Wilhelm Barnstorf das Rittergut zusammen mit der Domäne in Blankenburg. 1945 wurde Barnstorf in das sowjetische Speziallager Nr. 2 Buchenwald gebracht, wo er im April 1947 verstarb.
Im Zuge der Bodenreform 1945 wurde der gesamte Besitz auf 22 landlose Bauern und Flüchtlinge aufgeteilt, die sich später zu einer LPG zusammenschlossen. Im Gutshaus lebten nach dem Zweiten Weltkrieg 12 Flüchtlingsfamilien. Nach der Wende zogen die letzten Bewohner 1994 aus dem Gutshaus aus, und das Gut wurde im Jahr 2000 an Tanja Gräfling verkauft und derzeit saniert. Die landwirtschaftlichen Nebengebäude wurden zu Pferdeställen umgenutzt.
Im Denkmalverzeichnis des Landes Sachsen-Anhalt ist das Haus unter der Erfassungsnummer 094 56516 als Baudenkmal verzeichnet.